# ナディア・コマネチ
ナディア・エレナ・コマネチ（Nadia Elena Comăneci ルーマニア語発音: [ˈnadi.a eˈlena koməˈnet͡ʃʲ] ( 音声ファイル)：1961年11月12日 - ）は、ルーマニアの女子体操選手。1976年に行われたモントリオールオリンピックで3個の金メダルを獲得した。コマネチはまた、この大会で体操競技選手としてオリンピックの舞台で初めて10点満点を獲得した。1980年モスクワオリンピックでも2個の金メダルを獲得した。コマネチはソビエト連邦のオルガ・コルブトと並んで世界中で最も知られた体操競技選手となり、競技の人気を高めた。1993年に国際体操殿堂入りしている。

## 経歴

### モントリオールオリンピックでの活躍まで
ルーマニアのゲオルゲ・ゲオルギュ＝デジ市（現在のバカウ県オネシュティ）で、ゲオルゲとシュテファニア＝アレキサンドリナ夫妻の下に生まれた。ナディアという名前は、あるロシアの映画のヒロインである、ナジェージュダ（Nadezhda, ロシア語：Надежда, 「希望」という意味、愛称はNadia (Надя)）にちなんだものである。
6歳の時に名コーチベラ・カロリーに見出され、英才教育を受けた。1969年には国内選手権で13位に入った。
9歳でルーマニア選手権を制覇し、1971年には初の国際大会となるユーゴスラビアチームとの大会に出場し団体と個人総合で優勝を果たした。1975年にノルウェーのシーエンで行われたヨーロッパ体操選手権で種目別のゆかで銀メダルとなったのを除き個人総合、種目別全てで金メダルを獲得するなど、幼いときから数々のタイトルを獲得してきた。プレオリンピック大会としてモントリオールで開かれた大会でコマネチは個人総合と平均台で金メダル、跳馬、ゆか、段違い平行棒ではネリー・キムに次いで銀メダルとなった。1976年3月にニューヨークのマディソン・スクエア・ガーデンで行われたアメリカンカップの跳馬で10点満点を出し、日本で行われた中日カップでも跳馬と段違い平行棒で10点満点を出した。

### モントリオールオリンピックでの活躍
同年14歳で参加したモントリオールオリンピックで、段違い平行棒と平均台の演技で近代オリンピック史上初めての10点満点を出し、個人総合と併せて金メダル3個、団体で銀メダル、ゆかで銅メダルを獲得した。この時オリンピックを運営するIOCや審判団は体操競技で実際に満点が出ることを想定していなかったため（当時は9.99までしか採点掲示板に表示できなかった）、掲示板には1.00点と表示された。コマネチは個人総合で優勝した初のルーマニア選手となると共に史上最年少での個人総合優勝を果たした。純白のレオタードが似合う可憐な容姿や見事な技が世界的に観衆を魅了し、日本では「白い妖精」と呼ばれた。帰国したコマネチはニコラエ・チャウシェスク大統領から勲章を授与された。
米ABCのモントリオールオリンピック中継でコマネチが登場する際に使われた『妖精コマネチのテーマ』（バリー・デ・ヴォーゾン&ペリー・ボトキン・ジュニア）がヒットした。元々この曲は五輪やコマネチのために書かれたものではなく、1971年に公開された映画『動物と子供たちの詩』（Bless the Beasts and Children）のサウンドトラック『Bless the Beasts and Children』に収録されていた楽曲（本来のタイトルは「Cotton's Dream」）でありアメリカの昼ドラ、ヤング・アンド・ザ・レストレスのテーマソングにも使われていた。コマネチがこの曲を使って演技することはなかった。コマネチがゆかの演技で使用した曲はYes Sir, That's My BabyとJump In The Lineをピアノにアレンジしたものであった。
UPI通信社が選ぶ年間最優秀女子スポーツ選手に1975年、1976年と2年連続で選出されている。またAP通信社が選ぶ最優秀女子スポーツ選手にも1976年に選出された。

### その後の現役生活

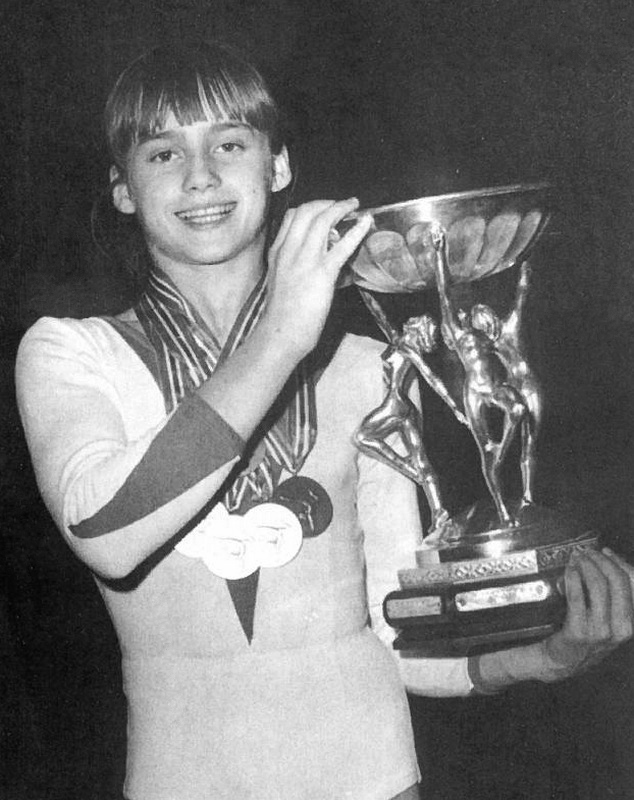
1977年ヨーロッパ体操競技選手権

1977年のヨーロッパ体操競技選手権でコマネチは2つのメダルを獲得したが、ソ連に有利なように採点がされたとチャウシェスク大統領は怒り、ルーマニアチームは大統領専用機での帰国を命じられた。この出来事の後、カロリーコーチは代表チームのコーチを辞任させられ、デヴァで新たな選手の発掘を行うこととなり、コマネチはブカレストに移って体操を続けることとなった。両親の離婚や練習環境の変化によるストレスで1978年にフランスのストラスブールで開かれた世界体操競技選手権に体重が増えすぎて体形が崩れた姿を現した。段違い平行棒で落下したコマネチはエレナ・ムヒナ、ネリー・キム、ナタリア・シャポシュニコワに敗れて個人総合4位となり平均台でのみ金メダルを獲得した。大会終了後コマネチはデヴァにいるカロリーコーチの指導を再び受ける許可をもらい、スリムになって登場した1979年のヨーロッパ選手権では男女を通じて初の個人総合3連覇を果たした。同年12月の世界選手権団体戦は金属グリップで手首を切ってしまった。ドクターストップがかかっていたもののコマネチは試合に強行出場し平均台で9.95をマークし世界選手権団体でルーマニア女子が初の金メダルに貢献した。コマネチは演技後、膿瘍ができた手の治療のため数日間入院した。
1980年モスクワオリンピックでは個人総合でエレナ・ダビドワに次いで銀メダル、平均台、床で金メダル（ゆかはネリー・キムと同点）、団体でも銀メダルを獲得した。コマネチは1981年に現役生活を引退し、1984年に国際オリンピック委員会の委員に就任する際には引退記念行事が行われた。

### 現役引退後
1981年にアメリカに遠征した。同行したカロリーコーチ夫妻、振付師はこのとき亡命してしまった。帰国後、コマネチの行動は厳しく監視されるようになり、1984年ロサンゼルスオリンピックに派遣された時も同様であった。その後モスクワやキューバに行く場合などのほんのわずかなケースを除き出国が許可されることはなかった。
なお、1984年のロサンゼルスオリンピック直前にはコマネチのドキュメンタリードラマNadiaが放映された。
1984年から1989年までルーマニア体操協会のコーチとしてジュニア選手の育成にあたったが、ルーマニア革命直前の1989年11月、ハンガリー、オーストリア経由でアメリカに亡命した。チャウシェスク大統領の独裁政権下で、同大統領の次男でもあるニク・チャウシェスクが一方的に愛人関係を持とうとするのを拒むこともできず、そのことに堪えきれなくなったためという報道もなされた。アメリカに到着した際には厚化粧とけばけばしい服装で登場したこと、二人きりで一緒に住んでいた亡命を手助けをした男性との関係をメディアに問われて舌を出し「秘密」と答え、男性が4人の子供がいる妻帯者である事に「だから何よ？」と答えた事に対してネガティブな報道もされた。
エアロビクスやフィットネス、ウェディングドレス、騎手のアンダーウェアの広告などに出演した。その後1976年のアメリカンカップで知り合ったバート・コナー（ロサンゼルスオリンピック男子体操金メダリスト）と再会しオクラホマ州に引っ越した。1994年11月12日のコマネチの33歳の誕生日にコマネチらは婚約した。そして亡命以来初めてルーマニアに戻った2人は1996年4月27日にブカレストで結婚した。結婚式は生中継されてレセプションはルーマニア大統領府で行われた。民主化したルーマニアに「犯罪者」と呼ばれることさえ覚悟しながらも、コマネチは帰国した。国民は温かくコマネチを迎え入れた。
2001年6月29日にアメリカ国籍を取得し、ルーマニア国籍も放棄しなかったため二重国籍となった。
2006年6月3日、オクラホマシティで帝王切開手術により男児を出産した。
現在、オクラホマ州で世界7か国から来た体操競技選手の指導にあたっている。コマネチが指導した選手には北京オリンピックのゆかで金メダルを獲得したサンドラ・イズバシャや2007年の世界選手権に出場したダニエラ・ドルンチャ、ウクライナのヤナ・デミヤンチュクなどがいる。
2003年12月自叙伝であるLetters To A Young Gymnast（『若きアスリートへの手紙』）が発行され長年ファンから受け取った手紙の返事の形式で出版された。
2004年アテネオリンピックの大会期間中、アディダスがコマネチの10点満点のCMを流している。

## 近年の活動

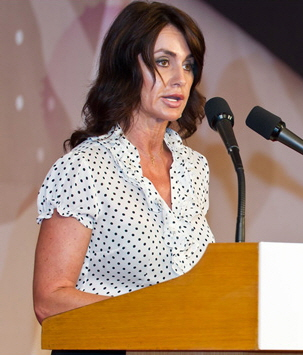
近年のコマネチ（2010年）

チャリティや国際的な活動を精力的に行っており、1999年には国際連合にスポーツ選手として招待講演を行った最初の人物となった。国際スペシャルオリンピックス委員会、筋ジストロフィー協会の要職も務めている。
また、ルーマニアの子供たちが低コストで医療支援や社会支援を受けられるようにナディア・コマネチ・チルドレンズ・クリニックという基金を作った。
体操競技でもルーマニア体操協会の名誉会長、ルーマニアオリンピック委員会の名誉委員長となっている。
コマネチは夫と共にバート・コナー体操アカデミー、パーフェクト10プロダクション・カンパニー、スポーツ用具店などを所有している。また2人は"International Gymnast magazine"の編集者でもある。
2005年の世界体操選手権や2008年の北京オリンピックでは解説者を務めた。
実業家時代のドナルド・トランプ（第45代アメリカ大統領）が司会を担当したアプレンティスの第7シーズン（セレブリティ・アプレンティス）に登場した。
2009年には、2016年夏季オリンピック開催を目指すシカゴ招致委員会よりナスティア・リューキン、マイケル・ジョンソン、エドウィン・モーゼス、ジャッキー・ジョイナー＝カーシーと共に10月2日にデンマークのコペンハーゲンで行われる開催都市を決定する国際オリンピック委員会総会に派遣された。
2010年代には柔道とも関わり合うようになり、国際柔道連盟 (IJF) の親善大使として、定期的にIJFワールド柔道ツアーに姿を見せるようになった。またイスラエル柔道連盟会長のモシェ・ポンテから名誉段位が贈呈された。

## エピソード
- 幼少期はかなりのおてんばで、ソファーでとびはねるのが日常茶飯事であり、しまいには家具を壊すことがあった[37]。
- ルーマニア西部の町デヴァにあるナショナルチームの練習場とその附属の学校（エリート養成）にはコマネチの名前が冠せられており、そこからシモナ・アマナールなど多くの体操選手が育っている。
- 日本では、コマネチの（当時の）ハイレグのウェアをもとにツービートのビートたけしによる「コマネチ」というギャグが1980年代に大流行した。2008年9月18日放送の『クイズ$ミリオネア』のスペシャルにたけしが出演した際にコマネチがインタビューに応じた映像が流れ、インタビュー最後にコマネチが「コマネチ」を行った。2011年10月13日放送の『たけしの等々力ベース』では、たけしとコマネチが共演し、2人で「コマネチ」を行った[38][39]。

## 著書
- 『白き舞 : ナディア・コマネチ/パーフェクト真説』佐瀬稔（訳）、講談社、1982年7月1日。